# Seminario maggiore di Como
L'ex-Seminario maggiore di Como è un edificio neoclassico progettato nel 1808 da Simone Cantoni, che sorge a Como, di fronte al tratto di mura cittadine compreso tra la Torre di San Vitale e Porta Torre.
Sede della Fondazione diocesana Cardinal Ferrari, al suo interno ospita la chiesa dedicata alla Santissima Trinità.

## Storia
L'edificio, che in passato servì come seminario teologico della Diocesi di Como, venne ristrutturato da Simone Cantoni nel 1811, a partire da un precedente convento a sua volta fondato a partire da una cappella eretta nel 840 e conosciuta come Santa Maria del Gerbo. Tra i secoli XVII e XVIII, la chiesa del convento è attestata anche con le intitolazioni Santa Maria di Nazareth e Chiesa dell'Ascensione.
Il monastero, che dal 1267 fu gestito dall'ordine degli Umiliati, risultava essere intitolato all'Ascensione, e nel XV secolo fu assegnato ad alcune monache agostiniane. Un'importante ristrutturazione del convento si registrò a seguito del Concilio di Trento, intervento che comportò una netta separazione tra le aree più interne (di pertinenza delle suore) e quelle più esterne della chiesa (destinate al resto dei fedeli). Il monastero non sopravvisse alle secolarizzazioni giuseppinistiche del 1784.
Gli interventi del Cantoni, commissionati dal vescovo Carlo Rovelli al fine di riconvertire la struttura in seminario, comportarono la demolizione della parte più interna della chiesa conventuale. Ben prima degli interventi del Cantoni, la facciata della chiesa era ornata da una Resurrezione affrescata da Giovanni Paolo Ghianda.

## Descrizione

### Esterni
Esternamente, l'edificio si presenta con una struttura simmetrica, con un corpo centrale a fungere da collegamento tra due corpi dotati di frontone e decorati da lesene.

### Chiesa della Santissima Trinità
Internamente spicca la chiesa della Santissima Trinità, che si suppone costruita a partire da un analogo edificio religioso risalente al IX secolo.
La chiesa è dotata di una volta che conserva l'affresco di un'Ascensione, opera attribuita a Giovanni Domenico Caresana ed eseguita nel 1611. Questo affresco è circondato da analoghe pitture di epoca più recente, raffiguranti una serie di santi e sante appartenuti all'ordine di Sant'Agostino. Tutta la volta venne stata restaurata nel 1986.
La finta abside in fondo alla chiesa ospita una pala d'altare raffigurante la Santissima Trinità. Il dipinto, realizzato tra il 1608 e il 1610 da Pier Francesco Mazzucchelli, fu traslato dal soppresso monastero agostiniano femminile della Santissima Trinità, riconvertito in caserma dopo esser stato fondato da Maddalena Albricci nell'area che, entro le mura di Como, è compresa tra le attuali vie Volta, Parini e Giovio.
Dal 1933, l'altare conserva le reliquie di Piero Fedele Pagano.
Tra il 1999 e il 2000, la chiesa fu oggetto di importanti restauri.